# Calycorectes beruttii
Calycorectes beruttii är en myrtenväxtart som beskrevs av Joáo Rodrigues de Mattos. Calycorectes beruttii ingår i släktet Calycorectes och familjen myrtenväxter. Inga underarter finns listade i Catalogue of Life.